# Rito y Geografía del Cante
Rito y Geografía del Cante es una serie documental sobre flamenco emitida por TVE2 entre 1971 y 1973.   
El programa estaba dirigido por Mario Gómez y tenía como guionistas a Pedro Turbica y José María Velázquez-Gaztelu, que además ejercía como entrevistador. El programa constaba de 99 capítulos de media hora cada uno y un capítulo especial de una hora de duración. En plena época franquista, mostraba la realidad de un estilo musical que había sido fagocitado por la propaganda como símbolo de unidad nacional.   

## Argumento
El programa recoge testimonios, entrevistas y cantes de la geografía española, con especial énfasis en la región andaluza. Por las cámaras de TVE desfilan un gran número de cantaores y guitarristas junto con aficionados y expertos. Los programas están destinados a artistas reconocidos, a familias de palos, a modalidades de cantes específicos o algún elemento relevante de este arte que esté relacionado con sus raíces culturales y sociales y su difusión en el mundo.  

## Producción
Programador en TVE: Romualdo Molina
Producción : Epifanio Rojas
Dirección : Mario Gómez
Guion : Pedro Turbica y José María Velázquez-Gaztelu.
Fotografía: Alberto Beato
Montaje : Pedro Sevilla

## Lista de capítulos y fecha de emisión original
1 Tonás 23-10-1971
2 Romances, tangos y tientos 30-10-1971 
3 Seguirillas I 6-11-1971 
4 Seguirillas II 13-11-1971 
5 Cádiz y los puertos 20-11-1971
6 Soleares I 27-11-1971 
7 Soleares II 4-12-1971 
8 El fandango 11-12-1971 
9 De Ronda a Málaga 18-12-1971 
10 Navidad flamenca 25-12-1971 
11 Malagueñas 01-01-1972 
12 De Granada a La Unión 08-01-1972 
13 Cantes procedentes del folclore 15-01-1972 
14 Fiesta gitana 29-01-1972 
15 Tonás 05-02-1972 
16 La llave de Oro 12-02-1972 
17 Triana 19-02-1972 
18 Barrio de Santiago 26-02-1972 
19 La familia de los Pinini 04-03-1972 
20 La familia de los Perrate 11-03-1972 
21 La casa de los Mairena 18-03-1972 
22 Manuel Torre y Antonio Chacón 25-03-1972 
23 La saeta 01-04-1972 
24 La cantaora 10-04-1972 
25 La guitarra flamenca I 17-04-1972 
26 Viejos cantaores 24-04-1972 
27 Cante gitano con intérprete gitano 01-05-1972 
28 Del café cantante al tablao 08-05-1972 
29 Cante gitano con intérprete no gitano 15-05-1972 
30 La guitarra flamenca II 22-05-1972 
31 Festival del cante 29/05/1972 
32 Evolución del cante 05/06/1972 
33 Fandangos de Huelva 12/06/1972 
34 Málaga y el Levante 19/06/1972 
35 Falla y el flamenco 26/06/1972 
36 La Serranía 03-07-1972 
37 El fandango natural 10/07/1972 
38 Por Soleá 17/07/1972 
39 Por Seguiriyas 24/07/1972 
40 Fiesta gitana por Bulerías 31/07/1972 
41 Fiesta gitana por tangos 07/08/1972 
42 Sabicas 14/08/1972 
43 María Vargas 21/08/1972 
44 Juan Peña “El Lebrijano” 11/09/1972 
45 Agujetas 18/09/1972 
46 José Menese 25/09/1972 
47 La Perla de Cádiz 02/10/1972 
48 Terremoto de Jerez 09/10/1972 
49 Luis Caballero 16/10/1972 
50 Diego del Gastor 25/10/1972 
51 Cristobalina Suárez 06/11/1972 
52 Fosforito 13/11/1972 
53 Manolo Caracol I 20/11/1972 
54 Manolo Caracol II 27/11/1972 
55 Chocolate 04/12/1972 
56 Beni de Cádiz 11/12/1972 
57 Oliver de Triana 18/12/1972 
58 Amós Rodríguez 25/12/1972 
59 Perrate de Utrera 01/01/1973 
60 Pedro Lavado 09/01/1973 
61 Platero de Alcalá 15/01/1973 
62 El Borrico de Jerez 22/01/1973 
63 Melchor de Marchena 29/02/1973 
64 Fernanda de Utrera 05/02/1973 
65 Bernarda de Utrera 12/02/1973 
66 Antonio de Canillas 19/02/1973 
67 Enrique Morente 05/03/1973 
68 Joselero de Morón 12/03/1973 
69 Manuel Soto “Sordera” 19/03/1973 
70 Rafael Romero 26/03/1973 
71 Diego Clavel 02/04/1973 
72 Encarnación “La Sallago” 09/04/1973 
73 La Saeta 09/04/1973 
74 Camarón de la Isla 23/04/1973 
75 El Pali 30/04/1973 
76 Manuel Rodríguez “Pies de plomo” 07/05/1973 
77 La Paquera de Jerez 14/05/1973 
78 Paco de Lucía 21/05/1973 
79 Pericón de Cádiz 28/05/1973 
80 Tía Anica “La pirriñaca” 04/06/1973 
81 Pansequito 11/06/1973 
82 Pepe “El de la Matrona” 18/06/1973 
83 La Perrata 25/06/1973 
84 Antonio Mairena 02/07/1973 
85 “MarÍa la Marrura” 16/07/1973 
86 Pepe Martínez 23/07/1976 
87 Pepe Marchena 30/07/1973 
88 Los Torre 06/08/1973 
89 Cantes primitivos sin guitarra 13/08/1973 
90 De Sanlúcar a La Línea 20/08/1973 
91 Cantes flamencos importados 27/08/1973 
92 Extremadura y Portugal 03/09/1973 
93 Los Cabales 10/09/1973 
94 De Despeñaperros para arriba 17/09/1973 
95 García Lorca y el flamenco 24/09/1973 
96 Difusión del flamenco 01/10/1973 
97 El vino y el flamenco 08/10/1973 
98 Los flamencólogos 15/10/1973 
99 Niños cantores 22/10/1973 
100 Tras dos años 29/10/1973